# Irvon állomás
Irvon (Irwon) állomás a szöuli metró 3-as vonalának állomása Szöul Kangnam-ku (Gangnam-gu) kerületében.

## Viszonylatok
| 3-as vonal                               | 3-as vonal | 3-as vonal                       |
| ---------------------------------------- | ---------- | -------------------------------- |
| Tecshong (Daecheong) Tehva (Daehwa) felé | fő vonal   | Szuszo (Suseo) Ogum (Ogeum) felé |